# Jean Louis Marie Poiret

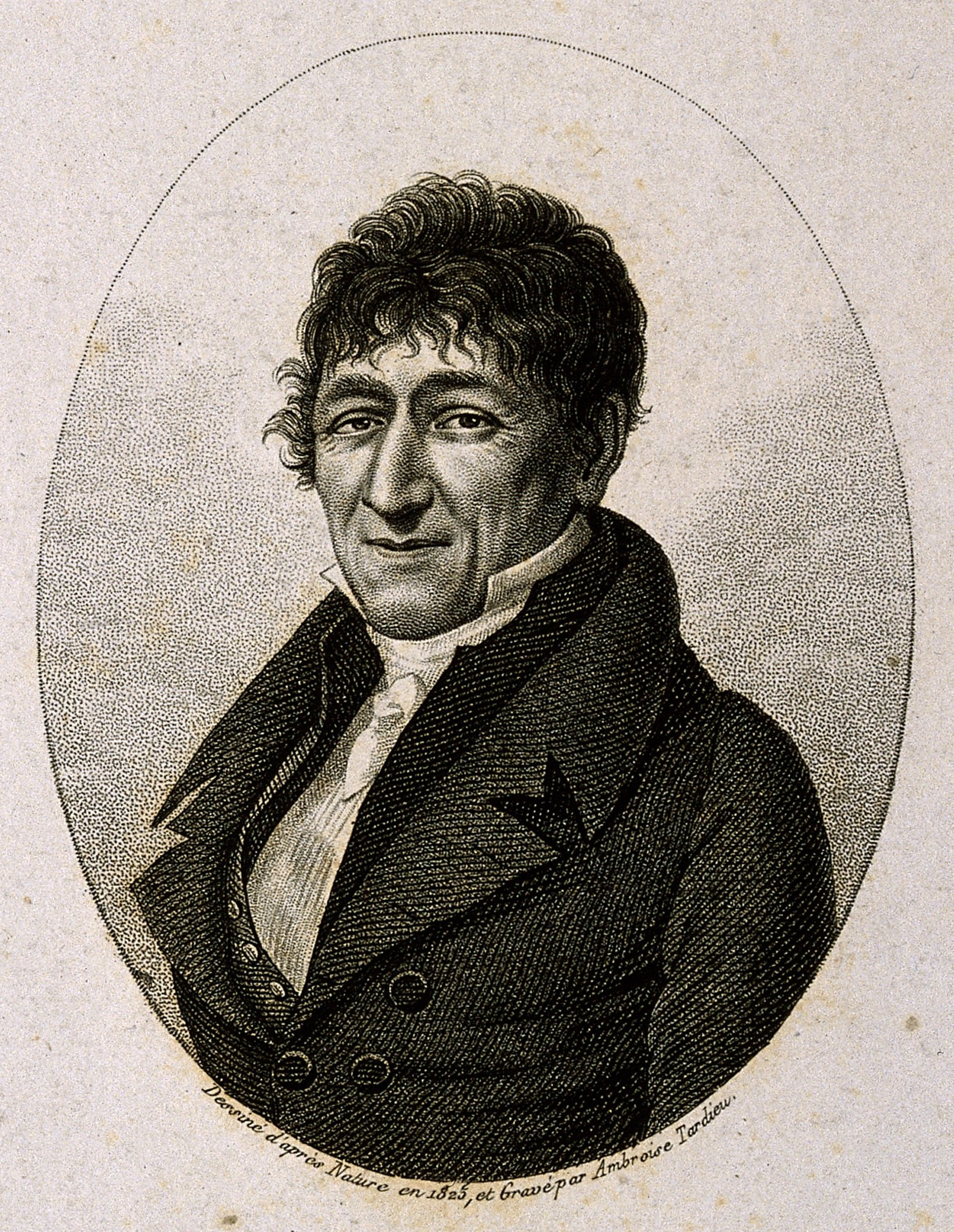
Jean Louis Marie Poiret

Jean Louis Marie Poiret (* 11. Juni 1755 in Saint-Quentin; † 7. April 1834 in Paris) war ein französischer Botaniker und Entdecker. Sein offizielles botanisches Autorenkürzel lautet „Poir.“

## Leben und Wirken
1785 und 1786 wurde er von Ludwig XVI. nach Algerien geschickt, um die Flora zu erforschen. Er sammelte dort vor allem Algen und Moose. Nach der Französischen Revolution wurde er Professor für Naturgeschichte an der École Centrale des Départements Aisne.

## Benennungen nach Poiret
Étienne Pierre Ventenat benannte 1807 die zu den Schmetterlingsblütlern gehörende Pflanzengattung Poiretia nach Jean Louis Marie Poiret. Schon vorher hatte aber Antonio José Cavanilles 1797 einer Gattung aus den Heidekrautgewächsen (Ericaceae) den Namen Poiretia gegeben. Paul Henri Fischer gab 1883 den homonymen Namen Poiretia P. Fischer einer Gattung von Raubschnecken der Familie Spiraxidae, so dass Poiretia ein Hemihomonym darstellt – identische Namen für eine Pflanzen- und eine Tiergattung.

## Werke
- Jean Louis Marie Poiret: Leçons de flore. Cours complet de botanique. C. L. F. Panckoucke, Paris (1819–1820; Bebilderung von P. J. F. Turpin).
  - Band 1 (1819) (Scan in der Google-Buchsuche).
  - Band 2 (1820) (Scan in der Google-Buchsuche).
  - Band 3 (1820) (Scan in der Google-Buchsuche).
- Jean Louis Marie Poiret: Voyage à Barbarie, …, pendant les années 1785 et 1786. 1789.
- Jean Louis Marie Poiret: Histoire philosophique, littéraire, économique des plantes d’Europe. (1825–1829).
- Jean-Baptiste de Lamarck, Jean Louis Marie Poiret: Encyclopédie méthodique. Botanique. (1789–1817).
- Jean-Baptiste de Lamarck, Jean Louis Marie Poiret: Tableau encyclopédique et méthodique des trois règnes de la nature. Botanique. (1819–1823).
- Flore médicale. Panckoucke, Paris 1814, urn:nbn:de:hbz:061:2-152982.